# 圣欧斯德珊圣殿
41°53′55″N 12°28′33″E / 41.898672°N 12.475715°E

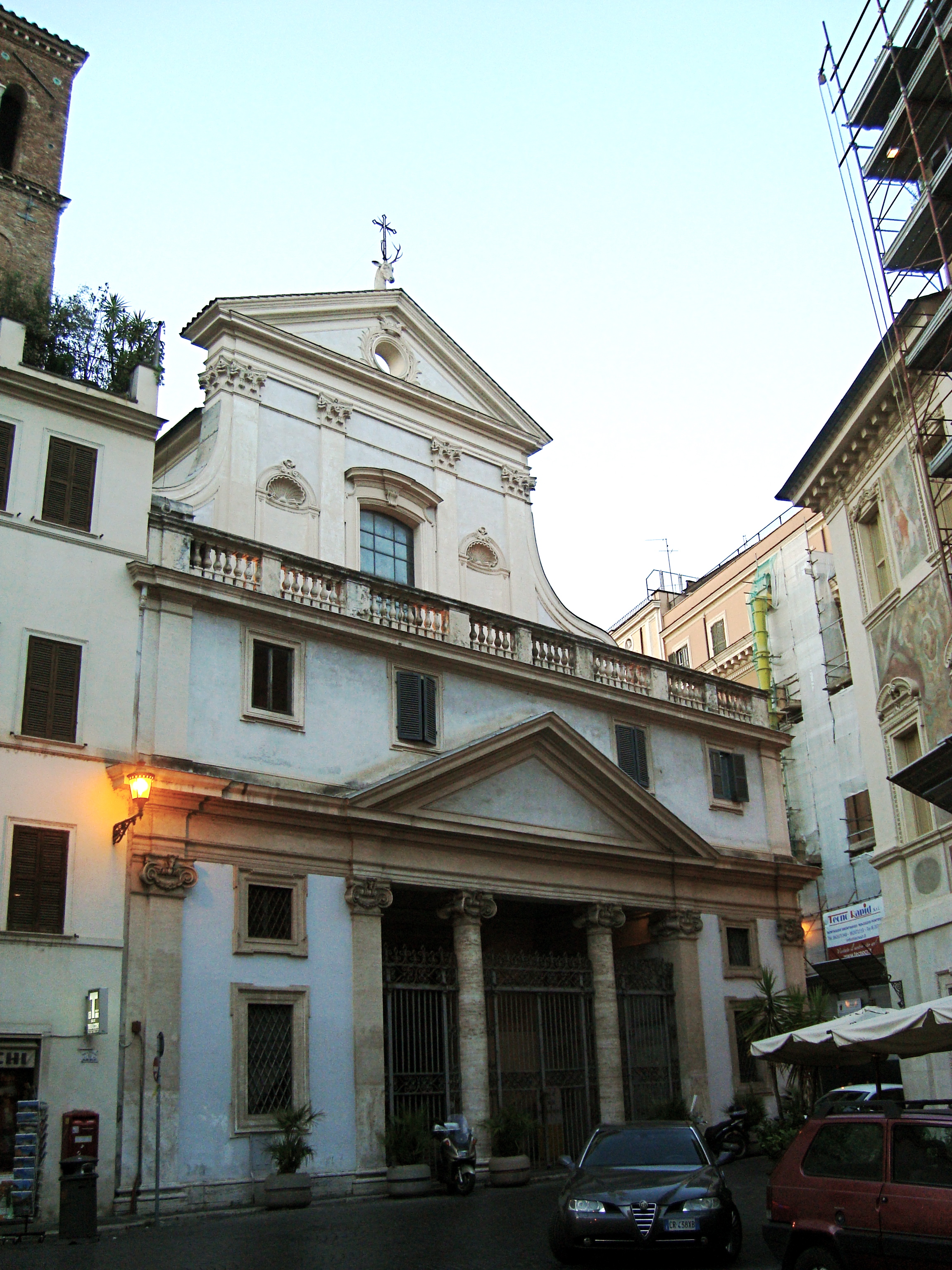

圣欧斯德珊圣殿（Sant'Eustachio）是罗马的罗马天主教领衔堂区和宗座圣殿，得名于致命圣人圣欧斯德珊。它位于圣尤斯塔基奥区的圣尤斯塔基奥街，万神庙和via della Rotonda以西一个街区，圣依华堂和Via della Dogana Vecchia以东一个街区。

## 历史
该堂建于公元8世纪，甚至可能更早。该堂在教宗额我略二世（715-731）在任末期，该堂称为“diaconia”（帮助穷人和病人的中心）。在一些可追溯到10世纪和11世纪的文献中提到，这个教堂的地点被称为“in platana”（在梧桐树之间），指的是种植在欧斯德珊花园中的树。皇帝康斯坦丁一世曾在同一地点建立了一个经堂。这座教堂被称为"ad Pantheon in regione nona e iuxta templum Agrippae"（在第九区的万神殿和阿格里帕神庙旁）。
教堂修复了（包括增加一个新的钟楼）。 12世纪末，雷定三世在位期间（1191-1198），将殉道者的圣髑存放在该堂。在16世纪，它是一个受欢迎的祈祷聖斐理伯內利的场所。在17和18世纪，它几乎完全重建（只有钟楼是旧建筑），采用巴洛克风格设计。这个作品由几位建筑师完成：Cesare Corvara和Giovanni Battista Contini（1641-1723），他们增加了小堂和门廊，Antonio Canevari（1681-1750），尼古拉·萨尔维（1697-1751）。最后，从1728年开始，Giovanni Domenico Navone。新的青铜和多彩大理石正祭台，由尼古拉·萨尔维在1739年添加。1749年，费迪南多·夫加又添加了华盖。唱经楼和祭衣间由Canevari设计，由Giovanni Moscati建造。
1918年，该堂升格为宗座圣殿。

## 立面

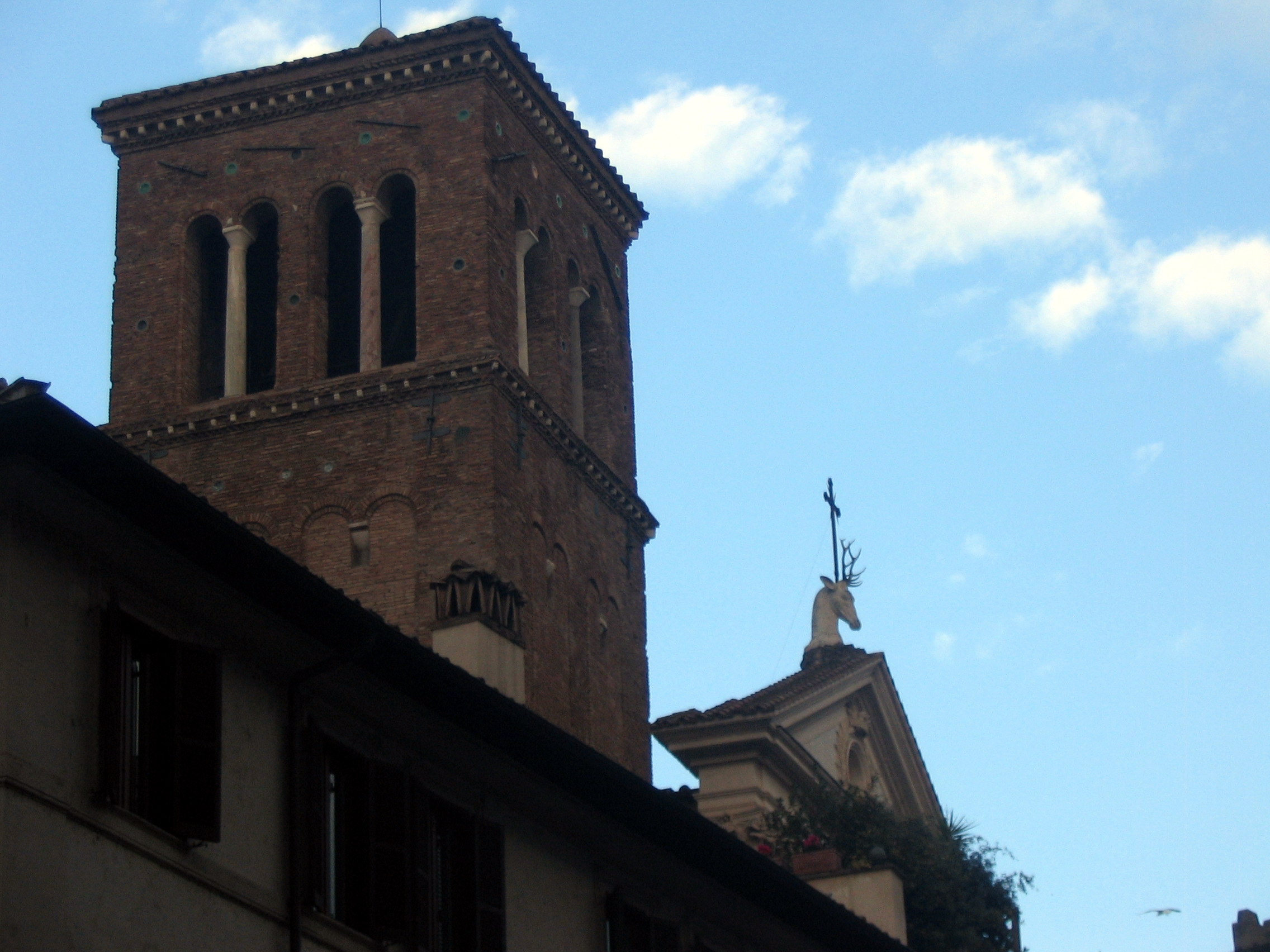

立面是由建筑师Cesare Corvara设计。它由两部分组成，上部竖立。顶部由四个壁柱分隔， 每侧有一个大的涡形花样。中间是一个带有弧形檐口的大窗户，两侧各有一个装饰有贝壳的壁龛。顶部是一个三角形山花，中间有一个圆窗，周围是棕树枝，上面是一顶皇冠。在山形墙顶部有一个鹿头，鹿角之间有一个十字架 （由雕塑家Paolo Morelli完成（†1719），参考圣欧斯德珊的传说。
由Gian Battista Contini制作的铁门靠近门廊。
方形罗马式钟楼位于教堂左侧的背面。建造开始于1196年， 教宗雷定三世在位期间。顶部可以追溯到12世纪末，而基础更老一些，可以追溯到1090年。

## 内部
内部为十字平面，只有一个中殿。巴洛克建筑风格，由建筑师Cesare Corvara和安东尼奥·卡内瓦里设计。中殿的两侧各有三根放置在宽底座上的壁柱。壁柱饰以刻凹槽的白色大理石，并覆盖以柱头。

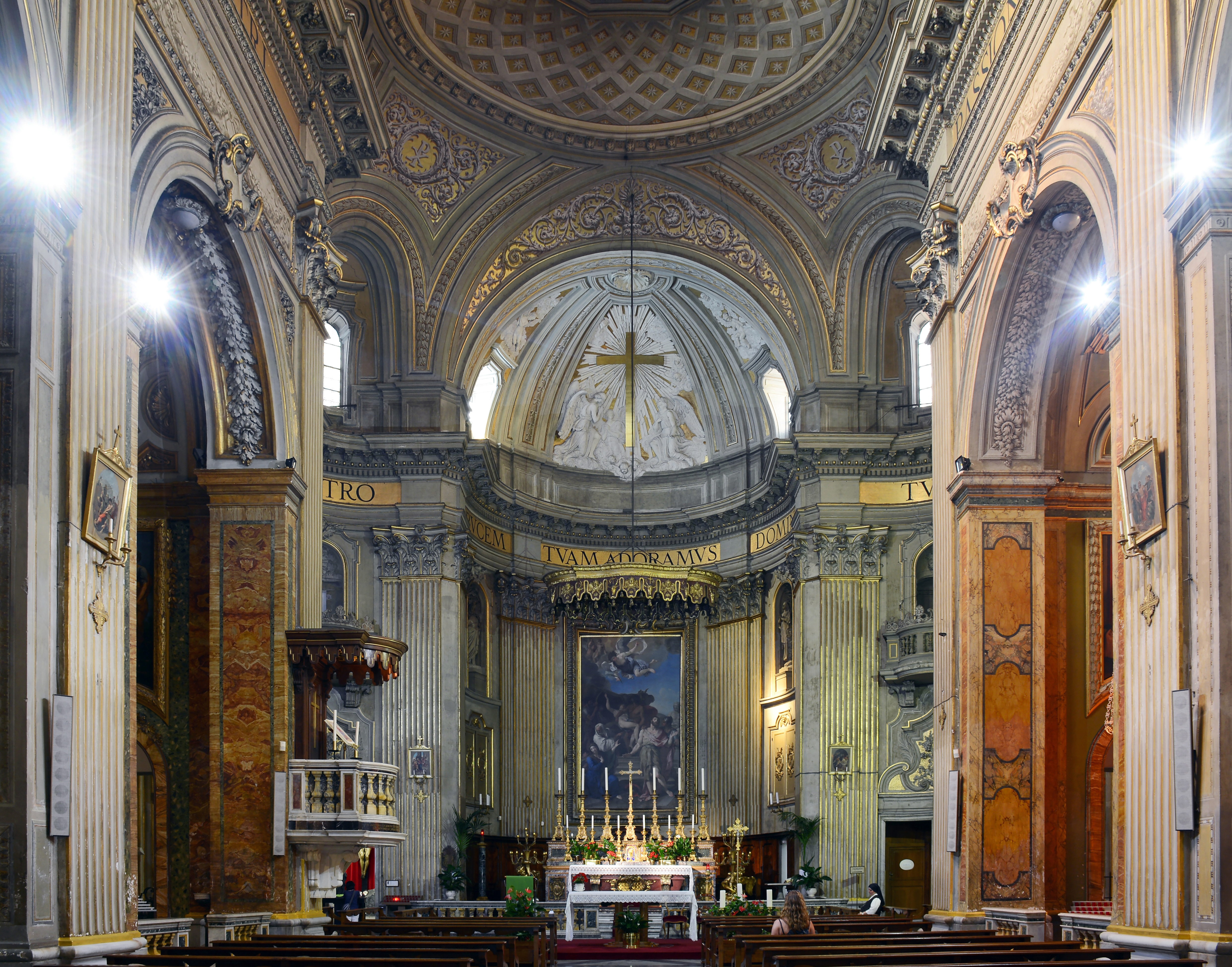

肋拱顶饰以花和叶子，其上覆盖圆顶，中央有圣灵的象征。
正祭台由内里·科西尼枢机委托建筑师尼古拉·萨尔维设计，用大理石和镀金金属制成，优雅而精致。祭坛的顶部有一昂贵的法国红斑岩古瓮，里面藏有圣欧斯德珊的圣髑。祭坛画由弗朗西斯科·费迪南迪（1679-1740）绘制于1727年，又名"l'Imperiali"，描绘圣欧斯德珊及其家人在公元118年，在公牛的青铜雕像中被烧死而殉难。正祭台上方的镀金木制祭坛华盖（大约1746年）出自费迪南多·夫加（1699-1781）之手。
教堂的后部几乎完全被约翰·康拉德·威勒于1767年制作的管风琴所覆盖。其镀金的栏杆为洛可可风格，由Bernardino Mammucari, Francesco Michetti 和 Carlo Pacilli制作。在风琴上方有一个玻璃窗，描绘抹大拉的馬利亞,在19世纪的最后十年由加布里埃尔和路易斯·盖斯塔·迪·托洛萨完成。
讲道坛用多色大理石制成，可追溯到1937年。

## 右侧

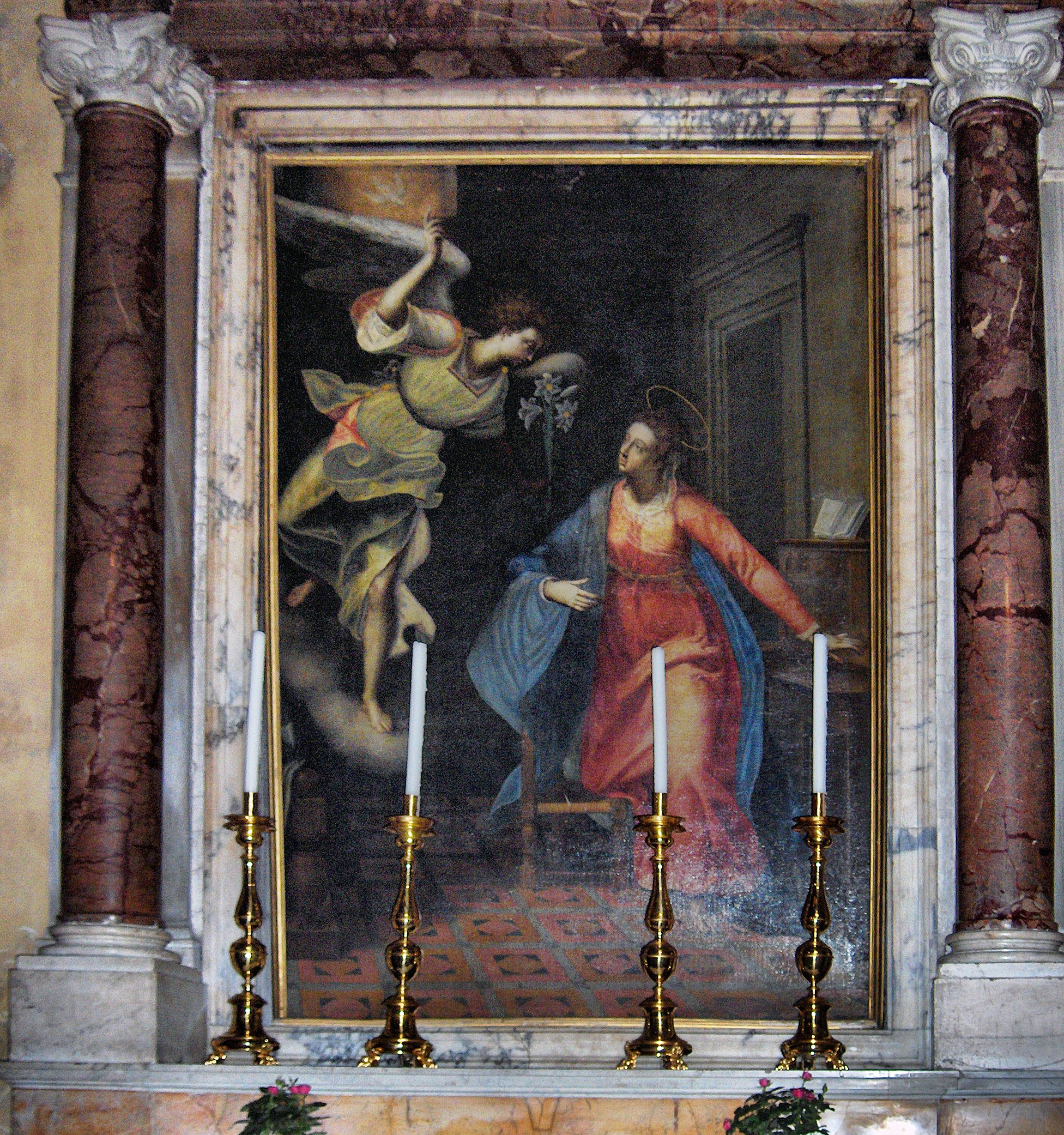
奥塔维奥·莱奥尼的天使报喜

- 圣家小堂可以追溯到1854年。“Pietro Gagliardi”（1809-1890）的祭台画描绘圣家族在耶路撒冷。右边墙上是一块白色大理石墓碑，和圣体会杰出成员Luigi Greppi（†1673）的半身像。在祭坛的左侧是一尊圣赖孟多农纳都枢机的小雕像，根据他的圣徒传，他在1239年被教宗额我略九世提名为圣欧斯德珊的枢机执事，但在前往罗马途中死亡。
- 圣母领报小堂 :它的装饰于1874年完工。在17世纪的祭坛上方有两根珊瑚角砾岩柱子，支撑着一个破碎的山形墙，有描绘圣母子的灰泥浅浮雕。奥塔维奥·莱奥尼（1578-1630）的祭坛画描绘的是天使报喜。
- 圣心小堂 于1934年至1937年间由Corrado Mezzana（1890-1952）修复，他们描绘了代表耶稣圣心的祭坛画，在左墙上，画作“最后的晚餐”和右边墙上的画作“基督在十字架上，朗基努斯刺穿他的心脏”。
- 右耳堂有雅各布·佐博利（1682-1751）于1737年制作的画作。左边的墙上挂着大幅画作"聖熱羅尼莫"，前面“圣母与以利沙伯会面”。大型木制告解室是由Corrado Mezzana制作的。

## 左侧

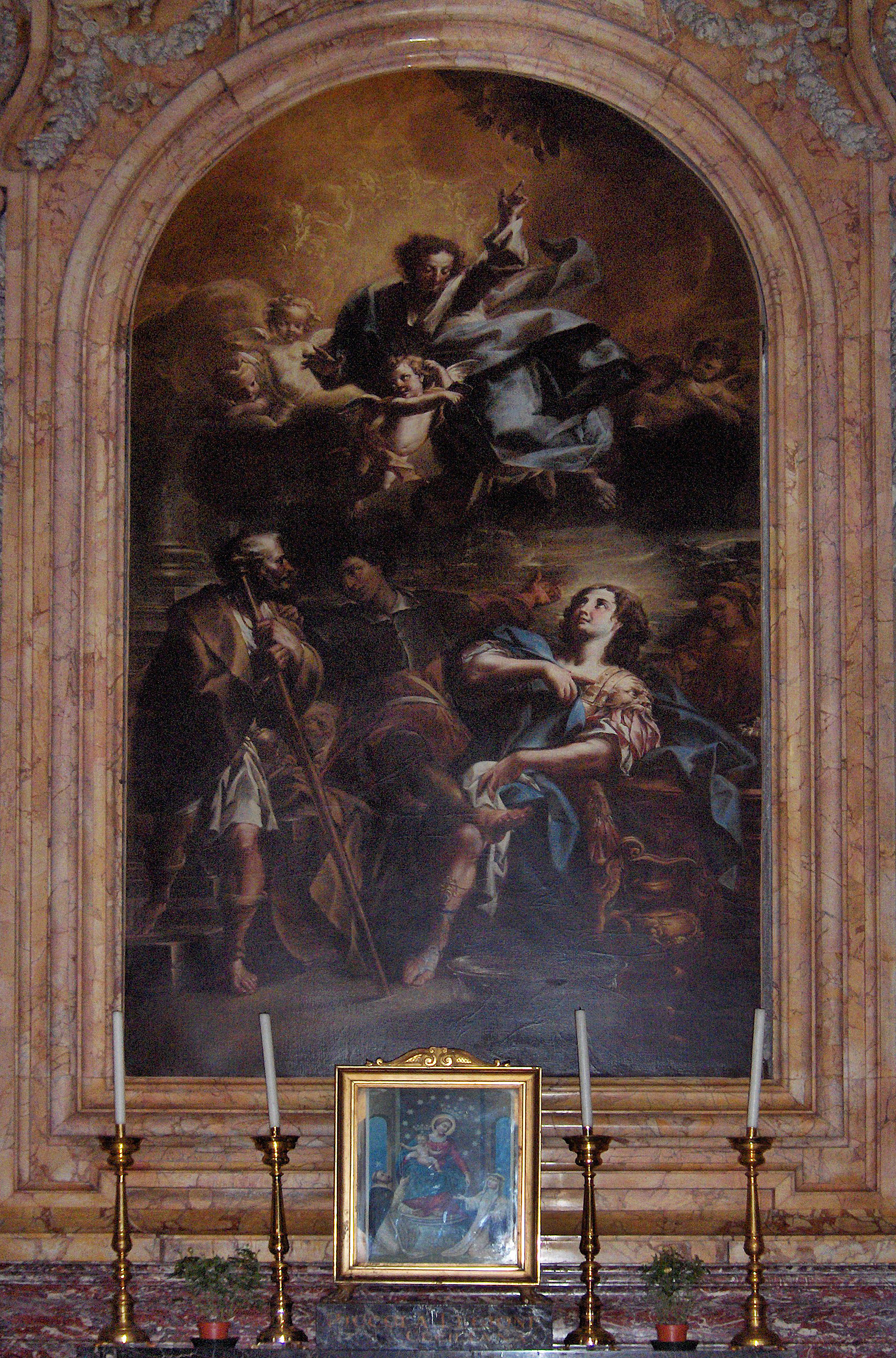
“圣儒利安招待旅客者”，比亚吉奥·普契尼

- 洗礼堂位于教堂入口旁边。玻璃窗代表“耶稣的洗礼”。领洗池的历史可以追溯到16世纪。
- 圣儒利安招待旅客者小堂于1706年重新装修。比亚吉奥·普契尼（1675-1721）的祭坛画展示了圣徒治愈麻风病人并欢迎一位老年朝圣者。天花板上的壁画描绘“永远的父”。
- 弥额尔小堂是该堂最大的一个小堂。由亚历山德罗·斯波罗尼于1716年至1719年完成。Giovanni Bigatti（1774-1817）的祭坛画是“总领天使弥额尔战胜撒旦”的戏剧性渲染。在祭坛旁挂着两幅画：“圣赖孟多农纳都”和“圣妇方济加”。左边的墙上是Teresa Tognoli Canale 的墓碑（1807年），在右墙上是Lorenzo Ottoni（1658-1736）创作，教宗依諾增爵十二世和克雷芒十一世的私人秘书Silvio Cavalleri的墓碑（†1717）。
- 圣母无玷圣心小堂 由建筑师Melchiorre Passalacqua于1771年和雕刻家Agostino Penna 在1800年翻新。祭坛旁边的两个古绿石大理石柱支撑的半月楣，有两个灰泥天使。圣母无玷圣心的椭圆画是1848年乔凡尼巴蒂斯塔卡萨诺瓦所绘原画的复本。在左边的墙上挂着埃简纳·德·拉瓦雷·布散（1774）的画作“逃往埃及”。右边的画是托马索·孔卡（†1815）的“圣家族”（1774）。天花板上的壁画为“圣母领报”。
- 左耳堂 有圣母无玷圣心的雕像（20世纪下半叶）。
- 十字小堂 包含1919年至1932年间该堂的本堂神父don Pirro Scavizzi（1884-1964）的坟墓，其宣福礼正在考虑之中。